# سکرت تاون (کالیفرنیا)

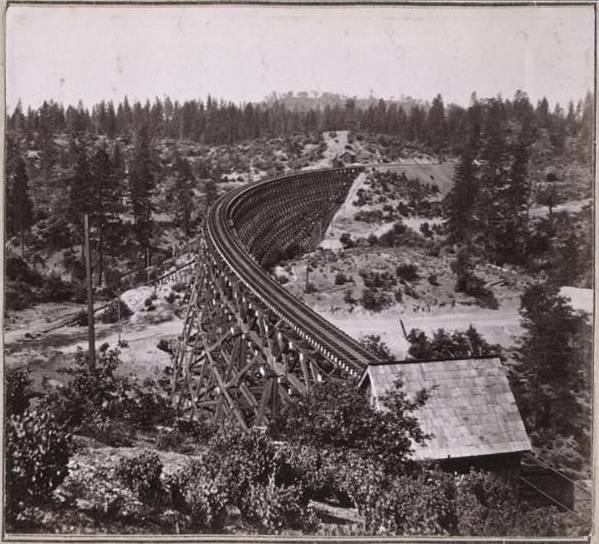
نمایی از راه آهن شهر سکرت تاون در سال 1870

سکرت تاون (به انگلیسی: Secret Town) یک منطقهٔ مسکونی در ایالات متحده آمریکا است که در شهرستان پلاسر، کالیفرنیا واقع شده‌است. سکرت تاون ۸۸۵ متر بالاتر از سطح دریا واقع شده‌است.